# Original Glasgow Derby

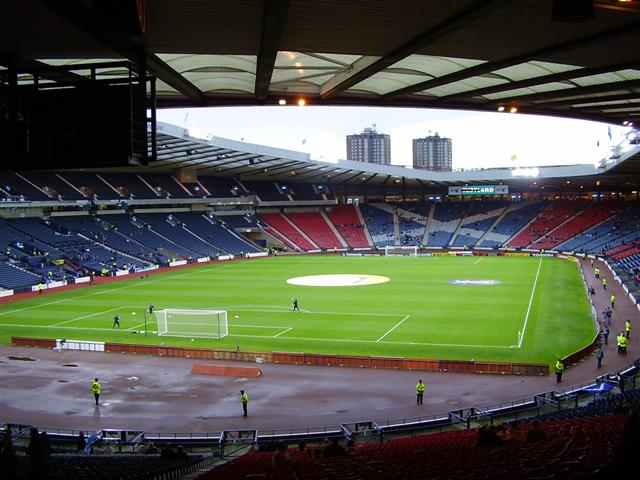
Die Spiders sind im Hampden Park beheimatet.

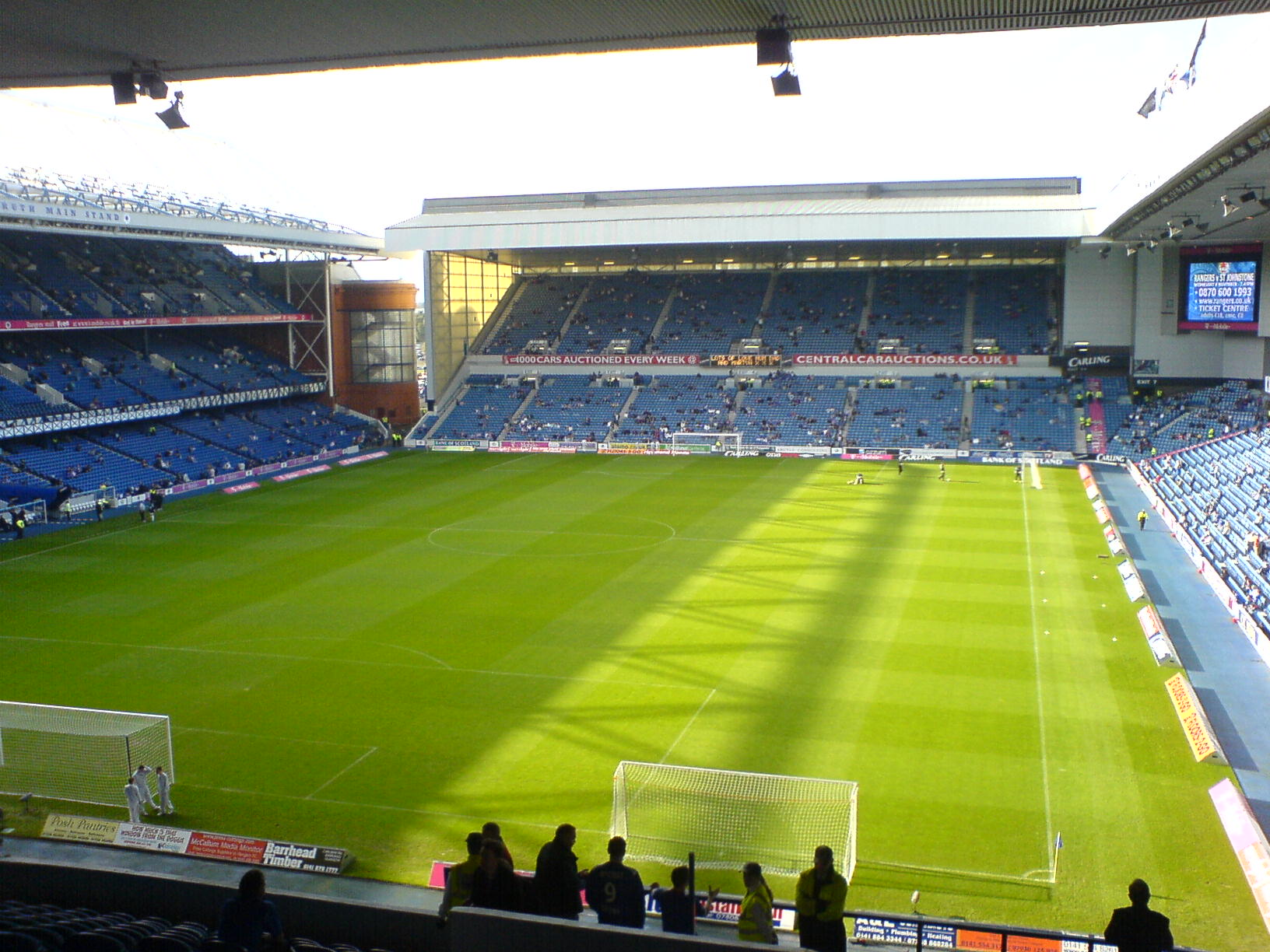
Im Ibrox Stadium sind die Rangers ansässig.

Das Original Glasgow Derby (deutsch Das Ursprüngliche Glasgow Derby) ist die Bezeichnung für die alte Rivalität und insbesondere das Stadtderby zwischen den beiden schottischen Fußballclubs FC Queen’s Park und den Glasgow Rangers. Es gilt als eines der ältstesten Fußballderbys der Welt.
Die beiden Vereine gehören neben Celtic Glasgow zu den erfolgreichsten Vereinen im schottischen Pokal und die Rivalität zwischen ihnen war in den Anfangsjahren des schottischen Fußballs eine der intensivsten, bevor sie ab dem 20. Jahrhundert von der Old-Firm-Rivalität überholt wurde. Die höchste Besucherzahl des schottischen Pokals für das Spiel wurde am 18. Januar 1930 im Hampden Park in der ersten Runde verzeichnet, als 95.722 Fans anwesend waren. Die beiden Vereine trafen in der höchsten Spielklasse zum letzten Mal in der Saison 1957/58 aufeinander, der letzten Saison vor dem Abstieg von Queen’s Park. Der Verein behielt seinen Amateurstatus von seiner Gründung im Jahr 1867 bis 2019, was bedeutete, dass es äußerst schwierig war, auf höchstem Niveau zu konkurrieren und die Intensität des Derbys nach 1958 dramatisch abnahm, da die „Spiders“ nie wieder in die oberste Liga zurückkehrten.
Am 20. Oktober 2012 wurde das alte Derby im Ligafußball nach 54 Jahren in der dritten schottischen Liga wiederbelebt, nachdem die Rangers 2012 aus der höchsten Spielklasse ausgeschlossen worden waren – die Zuschauerzahl bei ihrem ersten Aufeinandertreffen war ein Weltrekord für ein Spiel der vierten Liga. Damals waren 49.463 Fans im Ibrox-Stadion anwesend, in dem die Rangers Queen’s Park mit 2:0 besiegten. Ihr erstes Ligaspiel in Hampden seit 1958 fand am 29. Dezember 2012 statt und zog 30.117 Fans an. Dies war die erste fünfstellige Besucherzahl seit 29 Jahren, die Queen’s Park verzeichnete, und sie wäre höher ausgefallen, wenn das Stadion aufgrund von Modernisierungsarbeiten an der Nordtribüne nicht mit reduzierter Kapazität betrieben worden wäre.
Im Februar 2025 sorgte Queen’s Park für eine der größten Überraschungen in der Geschichte des schottischen Pokals als die „Spiders“ als Zweitligist mit 1:0 in Ibrox gewannen, und den Rangers die erste Heimniederlage gegen einen Unterklassigen Verein beibrachten.
Queen’s Park und Rangers haben in allen großen Wettbewerben 108 Mal gegeneinander gespielt: Die Rangers haben 78 Spiele gewonnen, Queen’s Park 12 Spiele und 18 endeten unentschieden. (Stand 9. Februar 2025)

## Geschichte

### Frühe Jahre 1875–1900
Im Rahmen eines Freundschaftsspiels im Jahr 1875 kam es offiziell zum ersten Spiel zwischen den beiden Vereinen, bei dem es darum ging, Geld für die Opfer eines Großbrandes in Bridgeton zu sammeln, bei dem viele Menschen ums Leben kamen. Nach dem Aufeinandertreffen im Finale des ersten Glasgow Merchants Charity Cup im Jahr 1877 war das erste große Wettkampfspiel zwischen den Mannschaften ein Viertelfinale des Scottish FA Cup 1878/79 am 22. März 1879 im First Hampden Park, bei dem die Rangers mit 1:0 gewannen. Dieses Spiel fand neun Jahre vor der Gründung von Celtic Glasgow statt. In der Saison 1879/80 verzeichnete Queen’s Park seinen größten Sieg gegen seine Rivalen in einem Pokalwiederholungsspiel und dominierte das Spiel am 27. September 1879 im First Hampden Park vor 5.000 Zuschauern mit 5:1. Das erste Spiel endete eine Woche zuvor im Heimspiel der Rangers im Kinning Park vor 7.000 Fans mit einem 0:0-Unentschieden. Zwei Jahre später, am 30. September 1882, schlug Queen’s Park seinen Rivalen in der zweiten Runde des schottischen Pokals mit 3:2.

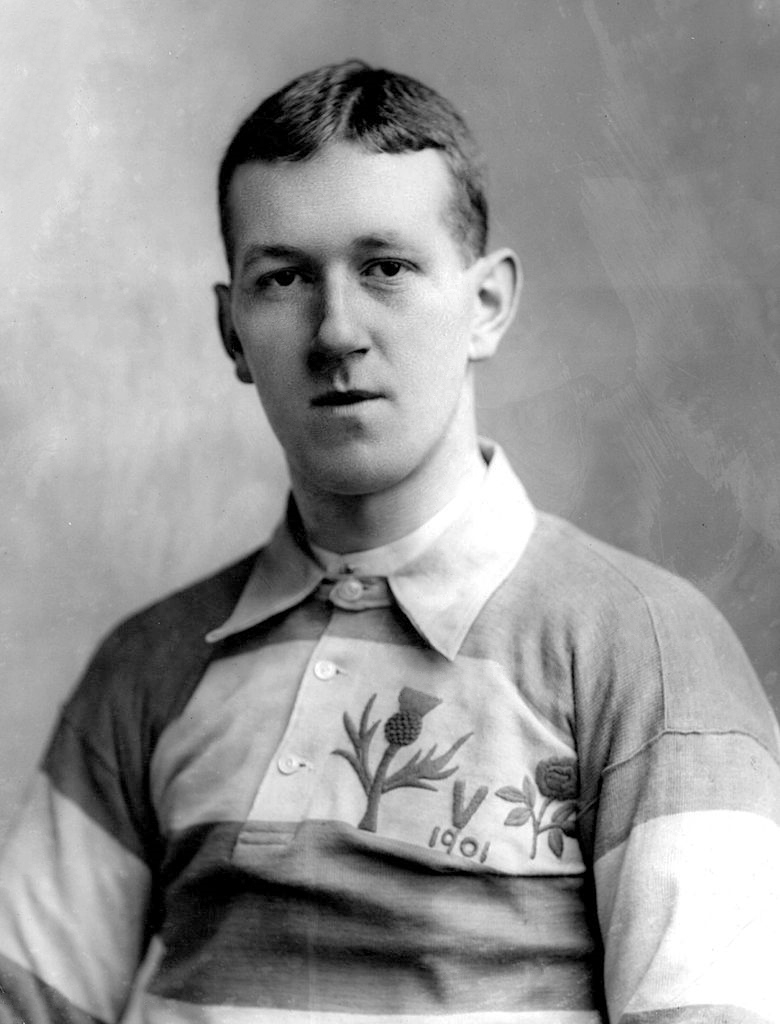
Robert Smyth McColl spielte jeweils für Queen’s Park und den Rangers

Im Jahr 1890 waren die Rangers Teil der ersten Ligasaison im schottischen Fußball. Queen’s Park trat erst zehn Jahre später im Jahr 1900 der Liga bei und blieb dort mit einer Unterbrechung bis 1958. 1898 und 1899 standen sich die beiden Vereine im Finale des Glasgow Cup gegenüber. Die Rangers gewannen den Titel 1898 und 1899 und Queen’s Park. Die „Spiders“ nahm seit seiner ersten Ausgabe im Jahr 1873 am schottischen Pokal teil und erwies sich in den ersten drei Jahrzehnten des schottischen Fußballs als erfolgreichstes Team, das den Pokal zehnmal gewann. Die Rangers begannen ab der Saison 1874/75 mit der Teilnahme am schottischen Pokal. Queen’s Park wurde bis 1893 zehnmal Pokalsieger, die Rangers holten ihren ersten Pokalsieg 1894 gegen Celtic. Es dauerte bis 1948, als die Rangers mit dem 11. Pokalsieg die „Spiders“ übertrafen. Rekordhalter war inzwischen Celtic das bereits seit 1925 elf Titel vorweisen konnte und beim Sieg der Rangers 1948 bereits 15-Mal Titelträger war.

### Division One 1900–1939
Von 1900 bis 1939 spielten die beiden Mannschaften jedes Jahr in der Division One gegeneinander – mit Ausnahme der Saison 1922/23, als Queen’s Park in der zweiten Liga antrat. Ihr erstes Aufeinandertreffen in der höchsten Spielklasse fand am 29. September 1900 im Ibrox Park statt, wobei die Rangers das Spiel vor 16.000 Zuschauern mit 3:2 gewannen. Am 22. Oktober 1904 verzeichneten die Rangers ihren damals größten Sieg, indem sie ihren Rivalen zu Hause mit 5:0 in der Liga besiegten. Queen’s Park hielt in der Saison 1907/08 die Rangers am 30. September 1907 zum ersten unentschiedenen in einem Ligaspiel, und am 2. November 1907 gewannen sie 3:1 in Ibrox und feierten damit ihren ersten Ligasieg überhaupt im Derby.

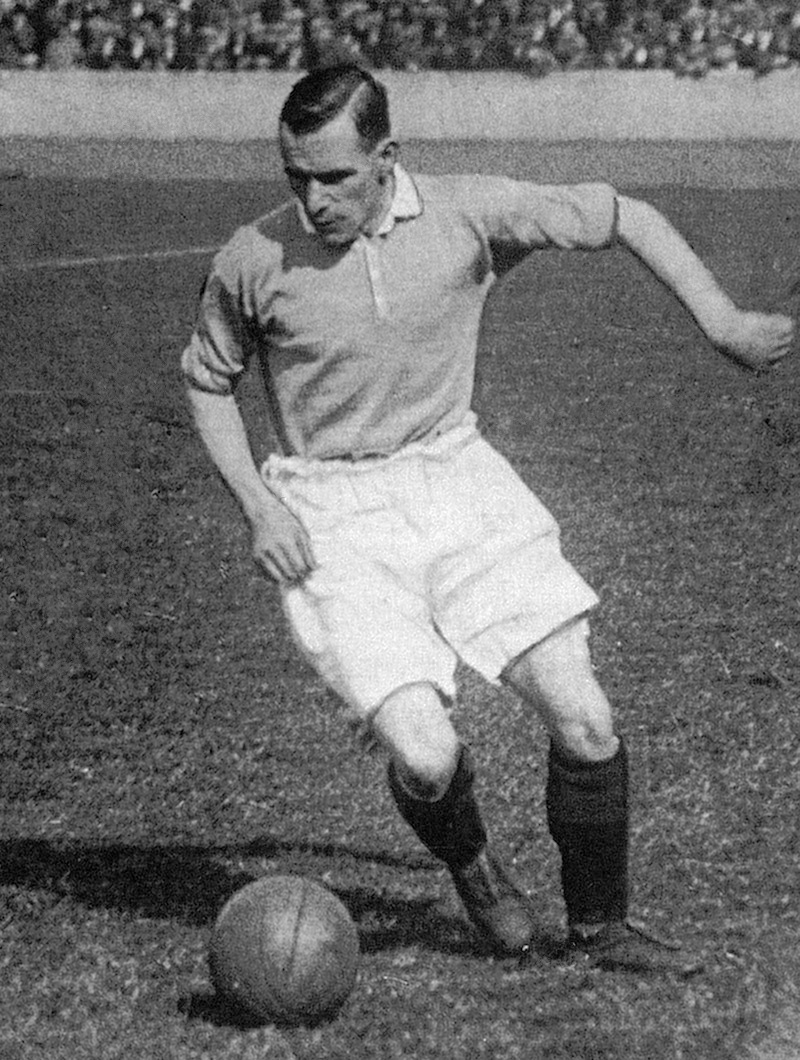
Alan Morton spielte über 200 Mal für Queen’s Park und über 400 Mal für die Rangers

Nach vielen Jahren ohne Derby-Sieg gelang Queen’s Park am 10. März 1926 mit einem siegreichen Auswärtsspiel ein 2:1, damals erst der vierte Liga-Derby-Sieg überhaupt. Sie trafen 1932 im Glasgow-Cup-Finale aufeinander, das 50.000 Fans ins Stadion lockte, und die Rangers gewannen das Spiel mit 3:0. Die Saison 1938/39 war die letzte vor dem Zweiten Weltkrieg. Die Rangers waren zu diesem Zeitpunkt 24-Mal schottischer Meister.

### Kriegsjahre 1939–1946
Während des Zweiten Weltkriegs standen sich die beiden Vereine von 1940 bis 1946 in der Scottish War Emergency League und dem Scottish War Emergency Cup, der Southern Football League und dem Southern Football League Cup gegenüber; Die Rangers gewannen dabei mehrmals Trophäen. Das Ligapokalturnier war in Vierergruppen aufgeteilt und die beiden Rivalen trafen in der Saison 1944/45 aufeinander, als sie sich im Halbfinalspiel in Hampden Park gegenüberstanden, das die Rangers am 21. April 1945 vor 70.000 Zuschauern mit 3:0 gewannen. Sie trafen auch im Summer Cup aufeinander.

### Nachkriegszeit 1946–1958
1946 wurde der Fußballbetrieb offiziell wieder aufgenommen, doch 1948 stieg Queen’s Park zum zweiten Mal in seiner Vereinsgeschichte aus der ersten Liga ab. Acht Jahre später in der Saison 1956/57 trafen sich beide Vereine wieder. Der Aufsteiger Queen’s Park verlor während der Saison in einem denkwürdigen Spiel gegen die Rangers, das mit einem 4:6-Niederlage für die „Spiders“ endete. Es ist bis heute das Spiel mit den meisten Toren im Original Glasgow Derby.
Die letzte Saison, in der die beiden Teams in der höchsten Spielklasse gegeneinander antraten, war 1957/58, wobei Queen’s Park den letzten Tabellenplatz und die Rangers den zweiten Platz belegten. Dies war Alex Fergusons erste Saison bei Queen’s Park und er wechselte 1967 zu den Rangers.

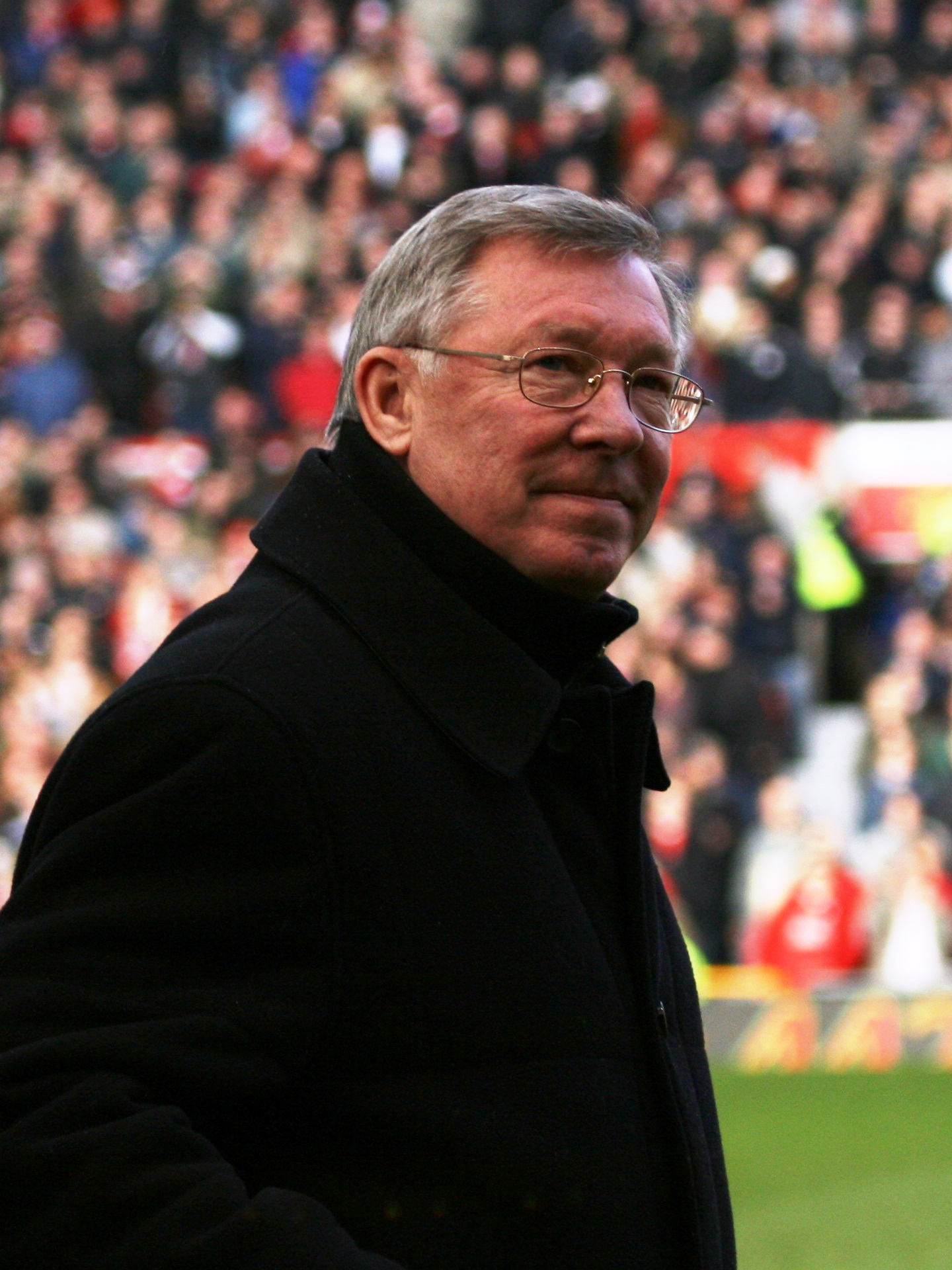
Alex Ferguson spielte für Queen’s Park und Rangers

### Niedergang 1958–2012
Nach dem Abstieg von Queen’s Park verlor das Derby seine Bedeutung als Glasgows größtes Derby nach dem Old Firm. Ihr nächstes Aufeinandertreffen fand in der dritten Runde der Pokalsaison 1973/74 statt, als die Rangers ihren größten Sieg aller Zeiten gegen die „Spiders“ mit einem 8:0 errangen. Am 12. März 1983 gewannen die Rangers im Viertelfinale des schottischen Pokals vor 13.716 Fans knapp mit 2:1. In den 1980er Jahren standen sich die beiden Rivalen noch im immer bedeutungsloser werdenden Glasgow Cup gegenüber. Ihr letztes Aufeinandertreffen fand am 20. August 1991 in der 2. Runde des schottischen Ligapokals statt, als die Rangers in der zweiten Runde des Wettbewerbs vor 32.230 Fans Queen’s Park im Ibrox mit 6:0 besiegten.

### Kurze Wiederbelebung 2012–13
Im Jahr 2012 gerieten die Rangers in finanzielle Schwierigkeiten und ihre Holdinggesellschaft wurde 2012 liquidiert. Anschließend musste sich das Team um den Einstieg in die unterste (vierte) Liga der schottischen Liga bewerben. Diese Entwicklung bedeutete, dass die beiden alten Rivalen zum ersten Mal seit der Saison 1957/58 in derselben Liga spielen würden. Beide Teams kämpften 2012/13 in der Third Division um den Aufstieg. Am 29. Dezember 2012 war Queen’s Park seinem ersten Unentschieden gegen die Rangers seit 70 Jahren sehr nahe, doch Fraser Aird erzielte in der 92. Minute ein Tor und bescherte den Rangers den Sieg mit 1:0 im Hampden Park. Insgesamt gewannen die Rangers alle vier Spiele gegen Queen’s Park und wurden Meister, während sich die „Spiders“ für die Play-offs qualifizierten, am Ende aber den Aufstieg nicht schafften.

### Heute 2013–
Am 26. August 2014 war Queen’s Park Gastgeber der Rangers in der ersten Runde des Scottish League Cup 2014/15 im Excelsior Stadium in Airdrie (Der Hampden Park wurde damals für die Commonwealth Games 2014 genutzt). In dieser Saison lagen die Rangers nur eine Spielklasse höher und versuchten erneut in die höchste Liga des schottischen Fußballs aufzusteigen. Sie schafften es, Queen’s Park mit 2:1 zu schlagen und erreichten das Halbfinale, wo sie gegen Celtic verloren.
Das letzte Aufeinandertreffen zwischen den Vereinen war ein Achtelfinale im Pokal, das am 9. Februar 2025 im Ibrox Stadium ausgetragen wurde. Durch ein Tor von Seb Drozd in der zweiten Halbzeit, einer starken Defensivleistung der „Spiders“ und einem in letzter Minute gehaltenen Elfmeter von Torhüter Calum Ferrie gegen James Tavernier gelang Queen’s Park als Zweitligist ein überraschender 1:0-Auswärtssieg und ein Platz im Viertelfinale. Das Ergebnis war der erste schottische Pokalsieg für Queen’s Park über die Rangers seit 1882. Es war auch die erste Niederlage der Rangers gegen einen Gegner aus einer unteren Liga seit der Niederlage gegen die Berwick Rangers im schottischen Pokal 1967.
Queen’s Park gilt als seit seiner Gründung 1867 als Amateurverein und ist seit einigen Jahren als „Fahrstuhlmannschaft“ bekannt. Während die Rangers nach dem Aufstieg in die erste Liga wieder Titel sammeln.

## Statistik
| Stand: 26. August 2014 | FC Queen’s Park | – | Glasgow Rangers |

| Wettbewerb | Spiele | Siege | Remis | Siege | Torverhältnis |
| --- | ------ | ----- | ----- | ----- | ------------- |
| Scottish Football League Division One Scottish Football League Premier Division Scottish Premier League Scottish Premiership | 88     | 9     | 13    | 66    | 78:234        |
| Scottish FA Cup | 16     | 3     | 4     | 9     | 16:30         |
| Scottish League Cup | 4      | 0     | 1     | 3     | 3:11          |
| Gesamt | 108    | 12    | 18    | 78    | 97:275        |

## Spiele im Ligabetrieb
| Nr.  | Saison                          | Datum         | Mannschaft 1    | Mannschaft 2    | Ergebnis | Austragungsort | Zuschauer |
| ---- | ------------------------------- | ------------- | --------------- | --------------- | -------- | -------------- | --------- |
| 001. | Scottish Division One 1900/01   |               | Queen’s Park    | Glasgow Rangers | 2:3      | Hampden Park   |           |
| 002. | Scottish Division One 1900/01   |               | Glasgow Rangers | Queen’s Park    | 3:2      | Ibrox Park     |           |
| 003. | Scottish Division One 1901/02   |               | Queen’s Park    | Glasgow Rangers | 0:1      | Hampden Park   |           |
| 004. | Scottish Division One 1901/02   |               | Glasgow Rangers | Queen’s Park    | 2:1      | Ibrox Park     |           |
| 005. | Scottish Division One 1902/03   |               | Queen’s Park    | Glasgow Rangers | 0:2      | Hampden Park   |           |
| 006. | Scottish Division One 1902/03   |               | Glasgow Rangers | Queen’s Park    | 3:2      | Ibrox Park     |           |
| 007. | Scottish Division One 1903/04   |               | Queen’s Park    | Glasgow Rangers | 2:3      | Hampden Park   |           |
| 008. | Scottish Division One 1903/04   |               | Glasgow Rangers | Queen’s Park    | 5:0      | Ibrox Park     |           |
| 009. | Scottish Division One 1904/05   |               | Queen’s Park    | Glasgow Rangers | 0:4      | Hampden Park   |           |
| 010. | Scottish Division One 1904/05   |               | Glasgow Rangers | Queen’s Park    | 5:0      | Ibrox Park     |           |
| 011. | Scottish Division One 1905/06   |               | Queen’s Park    | Glasgow Rangers | 1:2      | Hampden Park   |           |
| 012. | Scottish Division One 1905/06   |               | Glasgow Rangers | Queen’s Park    | 3:1      | Ibrox Park     |           |
| 013. | Scottish Division One 1906/07   |               | Queen’s Park    | Glasgow Rangers | 1:2      | Hampden Park   |           |
| 014. | Scottish Division One 1906/07   |               | Glasgow Rangers | Queen’s Park    | 3:2      | Ibrox Park     |           |
| 015. | Scottish Division One 1907/08   |               | Queen’s Park    | Glasgow Rangers | 3:1      | Hampden Park   |           |
| 016. | Scottish Division One 1907/08   |               | Glasgow Rangers | Queen’s Park    | 1:1      | Ibrox Park     |           |
| 017. | Scottish Division One 1908/09   |               | Queen’s Park    | Glasgow Rangers | 1:1      | Hampden Park   |           |
| 018. | Scottish Division One 1908/09   |               | Glasgow Rangers | Queen’s Park    | 1:0      | Ibrox Park     |           |
| 019. | Scottish Division One 1909/10   |               | Queen’s Park    | Glasgow Rangers | 3:2      | Hampden Park   |           |
| 020. | Scottish Division One 1909/10   |               | Glasgow Rangers | Queen’s Park    | 7:1      | Ibrox Park     |           |
| 021. | Scottish Division One 1910/11   |               | Queen’s Park    | Glasgow Rangers | 0:4      | Hampden Park   |           |
| 022. | Scottish Division One 1910/11   |               | Glasgow Rangers | Queen’s Park    | 4:0      | Ibrox Park     |           |
| 023. | Scottish Division One 1911/12   |               | Queen’s Park    | Glasgow Rangers | 0:0      | Hampden Park   |           |
| 024. | Scottish Division One 1911/12   |               | Glasgow Rangers | Queen’s Park    | 1:0      | Ibrox Park     |           |
| 025. | Scottish Division One 1912/13   |               | Queen’s Park    | Glasgow Rangers | 2:3      | Hampden Park   |           |
| 026. | Scottish Division One 1912/13   |               | Glasgow Rangers | Queen’s Park    | 4:0      | Ibrox Park     |           |
| 027. | Scottish Division One 1913/14   |               | Queen’s Park    | Glasgow Rangers | 0:6      | Hampden Park   |           |
| 028. | Scottish Division One 1913/14   |               | Glasgow Rangers | Queen’s Park    | 3:0      | Ibrox Park     |           |
| 029. | Scottish Division One 1914/15   |               | Queen’s Park    | Glasgow Rangers | 0:4      | Hampden Park   |           |
| 030. | Scottish Division One 1914/15   |               | Glasgow Rangers | Queen’s Park    | 4:1      | Ibrox Park     |           |
| 031. | Scottish Division One 1915/16   |               | Queen’s Park    | Glasgow Rangers | 0:6      | Hampden Park   |           |
| 032. | Scottish Division One 1915/16   |               | Glasgow Rangers | Queen’s Park    | 6:0      | Ibrox Park     |           |
| 033. | Scottish Division One 1916/17   |               | Queen’s Park    | Glasgow Rangers | 1:4      | Hampden Park   |           |
| 034. | Scottish Division One 1916/17   |               | Glasgow Rangers | Queen’s Park    | 1:0      | Ibrox Park     |           |
| 035. | Scottish Division One 1917/18   |               | Queen’s Park    | Glasgow Rangers | 2:3      | Hampden Park   |           |
| 036. | Scottish Division One 1917/18   |               | Glasgow Rangers | Queen’s Park    | 3:0      | Ibrox Park     |           |
| 037. | Scottish Division One 1918/19   |               | Queen’s Park    | Glasgow Rangers | 0:2      | Hampden Park   |           |
| 038. | Scottish Division One 1918/19   |               | Glasgow Rangers | Queen’s Park    | 4:0      | Ibrox Park     |           |
| 039. | Scottish Division One 1919/20   |               | Queen’s Park    | Glasgow Rangers | 0:0      | Hampden Park   |           |
| 040. | Scottish Division One 1919/20   |               | Glasgow Rangers | Queen’s Park    | 3:1      | Ibrox Park     |           |
| 041. | Scottish Division One 1920/21   |               | Queen’s Park    | Glasgow Rangers | 1:1      | Hampden Park   |           |
| 042. | Scottish Division One 1920/21   |               | Glasgow Rangers | Queen’s Park    | 3:1      | Ibrox Park     |           |
| 043. | Scottish Division One 1921/22   |               | Queen’s Park    | Glasgow Rangers | 2:4      | Hampden Park   |           |
| 044. | Scottish Division One 1921/22   |               | Glasgow Rangers | Queen’s Park    | 2:1      | Ibrox Park     |           |
| 045. | Scottish Division One 1923/24   |               | Queen’s Park    | Glasgow Rangers | 0:2      | Hampden Park   |           |
| 046. | Scottish Division One 1923/24   |               | Glasgow Rangers | Queen’s Park    | 1:0      | Ibrox Park     |           |
| 047. | Scottish Division One 1924/25   |               | Queen’s Park    | Glasgow Rangers | 1:3      | Hampden Park   |           |
| 048. | Scottish Division One 1924/25   |               | Glasgow Rangers | Queen’s Park    | 1:1      | Ibrox Park     |           |
| 049. | Scottish Division One 1925/26   |               | Queen’s Park    | Glasgow Rangers | 3:6      | Hampden Park   |           |
| 050. | Scottish Division One 1925/26   |               | Glasgow Rangers | Queen’s Park    | 1:2      | Ibrox Park     |           |
| 051. | Scottish Division One 1926/27   |               | Queen’s Park    | Glasgow Rangers | 1:2      | Hampden Park   |           |
| 052. | Scottish Division One 1926/27   |               | Glasgow Rangers | Queen’s Park    | 0:1      | Ibrox Park     |           |
| 053. | Scottish Division One 1927/28   |               | Queen’s Park    | Glasgow Rangers | 3:1      | Hampden Park   |           |
| 054. | Scottish Division One 1927/28   |               | Glasgow Rangers | Queen’s Park    | 4:0      | Ibrox Park     |           |
| 055. | Scottish Division One 1928/29   |               | Queen’s Park    | Glasgow Rangers | 0:4      | Hampden Park   |           |
| 056. | Scottish Division One 1928/29   |               | Glasgow Rangers | Queen’s Park    | 2:1      | Ibrox Park     |           |
| 057. | Scottish Division One 1929/30   |               | Queen’s Park    | Glasgow Rangers | 1:3      | Hampden Park   |           |
| 058. | Scottish Division One 1929/30   |               | Glasgow Rangers | Queen’s Park    | 1:0      | Ibrox Park     |           |
| 059. | Scottish Division One 1930/31   |               | Queen’s Park    | Glasgow Rangers | 0:2      | Hampden Park   |           |
| 060. | Scottish Division One 1930/31   |               | Glasgow Rangers | Queen’s Park    | 2:0      | Ibrox Park     |           |
| 061. | Scottish Division One 1931/32   |               | Queen’s Park    | Glasgow Rangers | 1:6      | Hampden Park   |           |
| 062. | Scottish Division One 1931/32   |               | Glasgow Rangers | Queen’s Park    | 0:1      | Ibrox Park     |           |
| 063. | Scottish Division One 1932/33   |               | Queen’s Park    | Glasgow Rangers | 0:0      | Hampden Park   |           |
| 064. | Scottish Division One 1932/33   |               | Glasgow Rangers | Queen’s Park    | 1:0      | Ibrox Park     |           |
| 065. | Scottish Division One 1933/34   |               | Queen’s Park    | Glasgow Rangers | 1:1      | Hampden Park   |           |
| 066. | Scottish Division One 1933/34   |               | Glasgow Rangers | Queen’s Park    | 4:0      | Ibrox Park     |           |
| 067. | Scottish Division One 1934/35   |               | Queen’s Park    | Glasgow Rangers | 0:4      | Hampden Park   |           |
| 068. | Scottish Division One 1934/35   |               | Glasgow Rangers | Queen’s Park    | 0:1      | Ibrox Park     |           |
| 069. | Scottish Division One 1935/36   |               | Queen’s Park    | Glasgow Rangers | 1:3      | Hampden Park   |           |
| 070. | Scottish Division One 1935/36   |               | Glasgow Rangers | Queen’s Park    | 3:3      | Ibrox Park     |           |
| 071. | Scottish Division One 1936/37   |               | Queen’s Park    | Glasgow Rangers | 1:1      | Hampden Park   |           |
| 072. | Scottish Division One 1936/37   |               | Glasgow Rangers | Queen’s Park    | 1:1      | Ibrox Park     |           |
| 073. | Scottish Division One 1937/38   |               | Queen’s Park    | Glasgow Rangers | 0:3      | Hampden Park   |           |
| 074. | Scottish Division One 1937/38   |               | Glasgow Rangers | Queen’s Park    | 2:1      | Ibrox Park     |           |
| 075. | Scottish Division One 1938/39   |               | Queen’s Park    | Glasgow Rangers | 2:3      | Hampden Park   |           |
| 076. | Scottish Division One 1938/39   |               | Glasgow Rangers | Queen’s Park    | 1:0      | Ibrox Park     |           |
| 077. | Scottish Division One 1946/47   |               | Queen’s Park    | Glasgow Rangers | 0:0      | Hampden Park   |           |
| 078. | Scottish Division One 1946/47   |               | Glasgow Rangers | Queen’s Park    | 2:0      | Ibrox Park     |           |
| 079. | Scottish Division One 1947/48   |               | Queen’s Park    | Glasgow Rangers | 1:4      | Hampden Park   |           |
| 080. | Scottish Division One 1947/48   |               | Glasgow Rangers | Queen’s Park    | 1:2      | Ibrox Park     |           |
| 081. | Scottish Division One 1956/57   |               | Queen’s Park    | Glasgow Rangers | 4:6      | Hampden Park   |           |
| 082. | Scottish Division One 1956/57   |               | Glasgow Rangers | Queen’s Park    | 3:3      | Ibrox Park     |           |
| 083. | Scottish Division One 1957/58   |               | Queen’s Park    | Glasgow Rangers | 2:4      | Hampden Park   |           |
| 084. | Scottish Division One 1957/58   |               | Glasgow Rangers | Queen’s Park    | 5:1      | Ibrox Park     |           |
| 085. | Scottish Third Division 2012/13 | 20. Okt. 2012 | Glasgow Rangers | Queen’s Park    | 2:0      | Ibrox Park     |           |
| 086. | Scottish Third Division 2012/13 | 29. Dez. 2012 | Queen’s Park    | Glasgow Rangers | 0:1      | Hampden Park   | 30.117    |
| 087. | Scottish Third Division 2012/13 | 9. Feb. 2013  | Glasgow Rangers | Queen’s Park    | 4:0      | Ibrox Park     |           |
| 088. | Scottish Third Division 2012/13 | 7. Apr. 2013  | Queen’s Park    | Glasgow Rangers | 1:4      | Hampden Park   |           |

## Spiele im Scottish FA Cup
| Nr.  | Saison                  | Runde                            | Datum         | Mannschaft 1    | Mannschaft 2    | Ergebnis | Austragungsort     | Zuschauer |
| ---- | ----------------------- | -------------------------------- | ------------- | --------------- | --------------- | -------- | ------------------ | --------- |
| 001. | Scottish FA Cup 1878/79 | 6. Runde                         | 22. März 1879 | Queen’s Park    | Glasgow Rangers | 0:1      | First Hampden Park |           |
| 002. | Scottish FA Cup 1879/80 | 1. Runde                         | 20. Sep. 1879 | Glasgow Rangers | Queen’s Park    | 0:0      | Kinning Park       |           |
| 003. | Scottish FA Cup 1879/80 | 1. Runde (Wiederholungsspiel)    | 27. Sep. 1879 | Queen’s Park    | Glasgow Rangers | 5:1      | First Hampden Park |           |
| 004. | Scottish FA Cup 1882/83 | 2. Runde                         | 30. Sep. 1882 | Queen’s Park    | Glasgow Rangers | 3:2      | First Hampden Park |           |
| 005. | Scottish FA Cup 1893/94 | Halbfinale                       | 3. Feb. 1894  | Glasgow Rangers | Queen’s Park    | 1:1      | Ibrox Park         |           |
| 006. | Scottish FA Cup 1893/94 | Halbfinale (Wiederholungsspiel)  | 10. Feb. 1894 | Queen’s Park    | Glasgow Rangers | 1:3      | Hampden Park       |           |
| 007. | Scottish FA Cup 1897/98 | Viertelfinale                    | 5. Feb. 1898  | Queen’s Park    | Glasgow Rangers | 1:3      | Hampden Park       |           |
| 008. | Scottish FA Cup 1908/09 | Viertelfinale                    | 20. Feb. 1909 | Glasgow Rangers | Queen’s Park    | 1:0      | Ibrox Park         |           |
| 009. | Scottish FA Cup 1929/30 | 1. Runde                         | 18. Jan. 1930 | Queen’s Park    | Glasgow Rangers | 0:1      | Hampden Park       |           |
| 010. | Scottish FA Cup 1932/33 | 2. Runde                         | 4. Feb. 1933  | Glasgow Rangers | Queen’s Park    | 1:1      | Ibrox Park         |           |
| 011. | Scottish FA Cup 1932/33 | 2. Runde (Wiederholungsspiel)    | 8. Feb. 1933  | Queen’s Park    | Glasgow Rangers | 1:1      | Hampden Park       |           |
| 012. | Scottish FA Cup 1932/33 | 2. Runde (2. Wiederholungsspiel) | 13. Feb. 1933 | Queen’s Park    | Glasgow Rangers | 1:3      | Hampden Park       |           |
| 013. | Scottish FA Cup 1953/54 | 1. Runde                         | 30. Jan. 1954 | Glasgow Rangers | Queen’s Park    | 2:0      | Ibrox Park         |           |
| 014. | Scottish FA Cup 1973/74 | 3. Runde                         | 26. Jan. 1974 | Glasgow Rangers | Queen’s Park    | 8:0      | Ibrox Park         |           |
| 015. | Scottish FA Cup 1982/83 | Viertelfinale                    | 12. März 1983 | Queen’s Park    | Glasgow Rangers | 1:2      | Hampden Park       |           |
| 016. | Scottish FA Cup 2024/25 | Achtelfinale                     | 9. Feb. 2025  | Glasgow Rangers | Queen’s Park    | 0:1      | Ibrox Park         |           |

## Spiele im Scottish League Cup
| Nr.  | Saison                      | Runde        | Datum         | Mannschaft 1    | Mannschaft 2    | Ergebnis | Austragungsort | Zuschauer |
| ---- | --------------------------- | ------------ | ------------- | --------------- | --------------- | -------- | -------------- | --------- |
| 001. | Scottish League Cup 1946/47 | Gruppenphase | 28. Sep. 1946 | Queen’s Park    | Glasgow Rangers | 2:2      | Hampden Park   |           |
| 002. | Scottish League Cup 1946/47 | Gruppenphase | 19. Okt. 1946 | Glasgow Rangers | Queen’s Park    | 1:0      | Ibrox Park     |           |
| 003. | Scottish League Cup 1991/92 | 2. Runde     | 20. Aug. 1991 | Glasgow Rangers | Queen’s Park    | 6:0      | Ibrox Park     |           |
| 004. | Scottish League Cup 2014/15 | 1. Runde     | 26. Aug. 2014 | Queen’s Park    | Glasgow Rangers | 1:2      | Hampden Park   |           |

## Titelvergleich
Eine Aufstellung der wichtigsten Titel im Direktvergleich.
| FC Queen’s Park                                               |                                                       | Glasgow Rangers |
| ------------------------------------------------------------- | ----------------------------------------------------- | --- |
| 0                                                             | Meisterschaft                                         | 55 1891, 1899, 1900, 1901, 1902, 1911, 1912, 1913, 1918, 1920, 1921, 1923, 1924, 1925, 1927, 1928, 1929, 1930, 1931, 1933, 1934, 1935, 1937, 1939, 1947, 1949, 1950, 1953, 1956, 1957, 1959, 1961, 1963, 1964, 1975, 1976, 1978, 1987, 1989, 1990, 1991, 1992, 1993, 1994, 1995, 1996, 1997, 1999, 2000, 2003, 2005, 2009, 2010, 2011, 2021 |
| 10 1874, 1875, 1876, 1880, 1881, 1882, 1884, 1886, 1890, 1893 | Pokalsieg                                             | 34 1894, 1897, 1898, 1903, 1928, 1930, 1932, 1934, 1935, 1936, 1948, 1949, 1950, 1953, 1960, 1962, 1963, 1964, 1966, 1973, 1976, 1978, 1979, 1981, 1992, 1993, 1996, 1999, 2000, 2002, 2003, 2008, 2009, 2022 |
| 0                                                             | Ligapokal                                             | 27 1947, 1949, 1961, 1962, 1964, 1965, 1971, 1976, 1978, 1979, 1982, 1984, 1985, 1987, 1988, 1989, 1991, 1993, 1994, 1997, 1999, 2002, 2003, 2005, 2008, 2010, 2011 |
| 0                                                             | Europapokal der Landesmeister / UEFA Champions League | 0 |
| 0                                                             | Europapokal der Pokalsieger                           | 1 1972 |
| 0                                                             | UEFA-Pokal / UEFA Europa League                       | 0 |
| 0                                                             | UEFA Super Cup                                        | 0 |
| 0                                                             | Weltpokal / FIFA-Klub-Weltmeisterschaft               | 0 |

## Weblink
- FC Queen’s Park gegen Glasgow Rangers in der Datenbank von fitbastats.com